# Aqueduc gréco-romain
L'aqueduc gréco-romain est un aqueduc souterrain situé dans le sous-sol de Naples, construit à partir du IVe siècle av. J.-C.

## Histoire

### Les origines
Les grottes souterraines de Naples ont été construites par les colons grecs qui au  IVe siècle av. J.-C. commencèrent à extraire les pierres nécessaires à la construction de la ville au-dessus d'eux : Neapolis (littéralement « Nouvelle ville »), située dans l'actuel quartier de Pendino, était entourée d'un périmètre rectangulaire dont les murs suivaient le tracé de la via Foria (it) au nord, la via Costantinopoli à l'ouest, la route adjacente au Castel Capuano à l'est et au sud à la mer, qui a ensuite atteint l'actuel Corso Umberto I.
Cette ville était distincte et séparée de la première fondation de la ville au IXe siècle av. J.-C. par les Cumans, qui traversèrent la mer Méditerranée pour faire du commerce et construisirent une citadelle de débarquement sur l'îlot de Megaride, près de l'actuel Castel dell'Ovo, appelée « Partenope » et plus tard « Palaepolis » (Vieille ville).
Ainsi, ces cavités, nées en carrière, ont ensuite été exploitées en aqueducs par les Grecs eux-mêmes, qui ont mis en corrélation les citernes à travers un réseau de tunnels servant à puiser l'eau d'une source située au pied du mont Somma, dans le village de Volla, ce qui a donné le nom aqueduc della Bolla.

### L'expansion romaine
Plus tard, les Romains étendirent ces aqueducs sous Auguste, créant 400 km de passages souterrains et de citernes distribuant l'eau dans trois branches principales de la source de Serino, dans la région d'Avellino. On a atteint jusqu'aux villes de Pompei, d'Herculanum et de Stabies ; le second fournissait Naples, Casalnuovo et Acerra ; le troisième arrivait à Bacoli pour remplir la Piscina mirabilis, immense réservoir de 12 000 m3 de capacité, 15 mètres de haut, de 72 à 25 mètres de large, recouvert d'une voûte en berceau soutenue par 48 énormes piliers cruciformes, chef-d'œuvre de l'ingénierie romaine, qui peut encore être visité aujourd'hui.

### La période espagnole
Au XVIIe siècle, sous le règne espagnol, l'expansion démographique obligea à élargir le réseau de distribution d'eau. Un particulier y pensa: le comte de Carmignano, qui construisit à ses frais un nouvel aqueduc, constitué essentiellement de tunnels, qui, courait au dessus de celui gréco-romain, le remplissant pour l'automne.
Au milieu du dix-huitième siècle, Vanvitelli, sur l'ordre du roi Charles III de Bourbon (d'où son nom Carolino), créa un nouveau pont reliant les eaux de Faenza à Caserte, alimentant les fontaines monumentales du palais et arrivant toujours à Naples.

### Disposition
En 1884, le royaume d'Italie décréta la fermeture définitive de l'aqueduc de Bolla, car l'épidémie de choléra de l'année précédente avait pollué les eaux, le système d'égout se trouvant au sommet de l'aqueduc non canalisé et constitué de tuf, un matériau perméable ayant permis le passage des eaux usées infectées dans le réseau hydrique.
À partir de cette année et jusqu'en 1942, cet aqueduc a alors servi de lieu de déversement illégal de déchets; les gens jetaient tous leurs déchets aux puits, y compris les restes de matériaux de construction à la suite des reconstructions d'après la Seconde Guerre mondiale. En 1942, Naples avait besoin d'un abri anti-aérien et le génie civil décida de rouvrir ces cavités en y apportant quelques modifications. La première était la construction des escaliers, permettant l'accès au sous-sol uniquement à travers les puits; la seconde consistait à obstruer les puits en construisant des piliers pour empêcher les bombes de pénétrer dans les sous sols.

Ensuite, le sol a été rempli de nouveau pour éviter de retirer les débris. Ainsi, celui sur lequel on se promène lors de la visite des cavités de l'ancien aqueduc n'est pas le sol d'origine, mais le résultat du dépôt de sédiments, la hauteur originale étant d'environ 5 m plus basse. L'accès pour visiter l'ancien aqueduc gréco-romain se trouve au 68 Piazza San Gaetano.

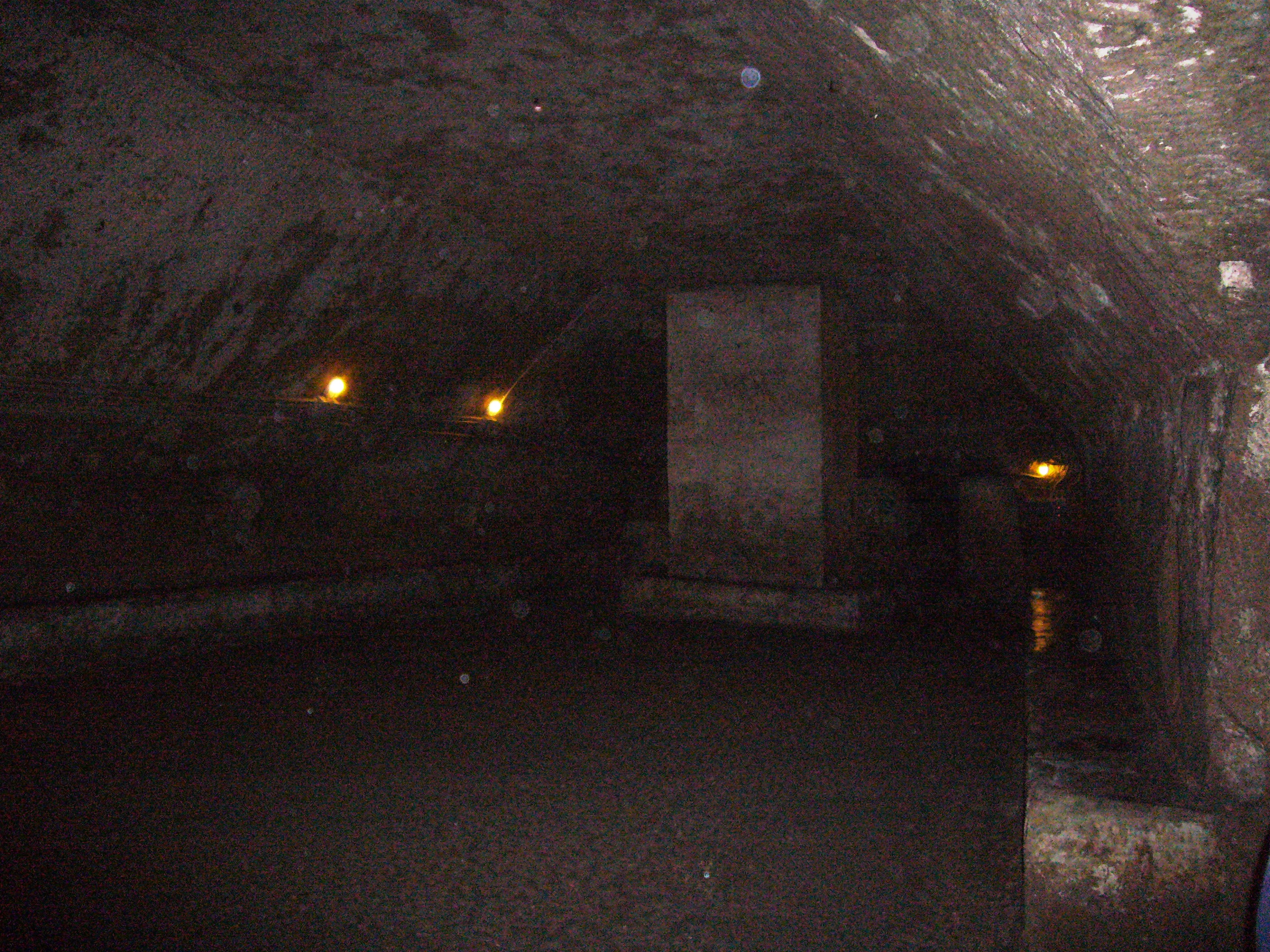